# Dave Hakstol
David Hakstol (né le 30 juillet 1968 à Drayton Valley dans la province d'Alberta au Canada) est un joueur professionnel canadien de hockey sur glace devenu entraîneur. Pendant sa carrière de joueur, il évoluait au poste de défenseur.

## Biographie
Après avoir évolué pour les Fighting Sioux de l'Université du Dakota du Nord, Dave Haktsol rejoint les rangs professionnels en jouant pour le Ice d'Indianapolis de la Ligue internationale de hockey lors de la saison 1991-1992. Il joue trois saisons avec le Ice avant de rejoindre le Moose du Minnesota en 1994. Il joue sa dernière saison en tant que joueur en 1995-1996.
Il devient entraîneur en 1996 alors qu'il devient entraîneur-chef des Musketeers de Sioux City de l'USHL. Il quitte les Musketeers en 2000 pour rejoindre son équipe universitaire, les Fighting Sioux, en tant qu'entraîneur-adjoint. Après quatre saisons, il est nommé entraîneur-chef de l'équipe avant le début de la saison 2004-2005. 
Après onze saisons comme entraîneur-chef de l'équipe du Dakota du Nord, il est nommé entraîneur-chef des Flyers de Philadelphie de la Ligue nationale de hockey le 18 mai 2015.
Le 24 juin 2021, il est nommé entraîneur-chef de la nouvelle franchise de la LNH, le Kraken de Seattle.

## Statistiques

### Joueur
| Saison      | Équipe                           | Ligue       |     | Saison régulière | Saison régulière | Saison régulière | Saison régulière | Saison régulière |   | Séries éliminatoires | Séries éliminatoires | Séries éliminatoires | Séries éliminatoires | Séries éliminatoires |
| Saison      | Équipe                           | Ligue       | PJ  | B                | A                | Pts              | Pun              | PJ               | B | A                    | Pts                  | Pun                  |                      |                      |
| 1989-1990   | Fighting Sioux du Dakota du Nord | NCAA        | 44  | 4                | 16               | 20               | 76               | -                | - | -                    | -                    | -                    |                      |                      |
| 1990-1991   | Fighting Sioux du Dakota du Nord | NCAA        | 42  | 3                | 9                | 12               | 63               | -                | - | -                    | -                    | -                    |                      |                      |
| 1991-1992   | Fighting Sioux du Dakota du Nord | NCAA        | 21  | 3                | 11               | 14               | 52               | -                | - | -                    | -                    | -                    |                      |                      |
| 1991-1992   | Ice d'Indianapolis               | LIH         | 35  | 1                | 6                | 7                | 30               | -                | - | -                    | -                    | -                    |                      |                      |
| 1992-1993   | Ice d'Indianapolis               | LIH         | 54  | 1                | 3                | 4                | 82               | 4                | 0 | 0                    | 0                    | 7                    |                      |                      |
| 1993-1994   | Ice d'Indianapolis               | LIH         | 79  | 5                | 12               | 17               | 150              | -                | - | -                    | -                    | -                    |                      |                      |
| 1994-1995   | Moose du Minnesota               | LIH         | 76  | 3                | 14               | 17               | 128              | 3                | 0 | 0                    | 0                    | 6                    |                      |                      |
| 1995-1996   | Moose du Minnesota               | LIH         | 36  | 2                | 2                | 4                | 65               | -                | - | -                    | -                    | -                    |                      |                      |
| Totaux LIH  | Totaux LIH                       | Totaux LIH  | 280 | 12               | 37               | 52               | 455              | 7                | 0 | 0                    | 0                    | 13                   |                      |                      |
| Totaux NCAA | Totaux NCAA                      | Totaux NCAA | 107 | 10               | 36               | 46               | 191              | -                | - | -                    | -                    | -                    |                      |                      |